# 趙完璧 (萬曆進士)
趙完璧（1550年—1599年），字念儆，號連城，河南河南府陝州（今三門峽市陝州區）人，民籍，明朝政治人物。

## 生平
萬曆十三年（1585年）乙酉科河南乡试第二十五名舉人。萬曆十四年（1586年），聯捷第三甲第一百五十名進士。刑部观政，本年十月授直隶献县知县，十六年七月改任本府河間縣知縣，任內修縣志。萬曆二十年（1592年）十月，選授戶科給事中。二十一年升刑科右，本年九月升礼科左，二十二年三月升工科都，丁忧归。二十六年四月除补吏科都，二十七年四月升太常寺少卿，不久去世。

## 家族
曾祖趙全，成化丁未進士，歷任鄖陽府知府；祖父趙慎，義官；父趙慶，生員。母李氏。永感下。一子廣胤，早卒。庶子麟徵亦早卒。以從侄子啓衡为子麟徵嗣。